# IC 4366
IC 4366 — спиральная галактика типа SBc в созвездии Центавр. Поверхностная яркость — 13,2 mag/arcmin². Этот объект входит в число перечисленных в оригинальной редакции «Нового общего каталога».